# Bundestagswahlkreis München-West/Mitte
Der Bundestagswahlkreis München-West/Mitte (Wahlkreis 219; bis zur Bundestagswahl 2021 Wahlkreis 220) ist ein Wahlkreis in Bayern. Er umfasst die Münchner Stadtbezirke Allach-Untermenzing, Aubing-Lochhausen-Langwied, Laim, Ludwigsvorstadt-Isarvorstadt, Neuhausen-Nymphenburg, Pasing-Obermenzing und Schwanthalerhöhe. Der Wahlkreis hieß bis 2002 München-West und umfasst seitdem auch Teile des ehemaligen Wahlkreises München-Mitte.

## Wahlergebnisse

### Bundestagswahl 2025
Zur Bundestagswahl 2025 am 23. Februar wurden 14 Direktkandidaten und 17 Landeslisten zugelassen.
| Kandidaten                               | Kandidaten                     | Parteien/Listen     | Erststimmen | Erststimmen | Zweitstimmen | Zweitstimmen |
| Kandidaten                               | Kandidaten                     | Parteien/Listen     | Stimmen     | %           | Stimmen      | %            |
| ---------------------------------------- | ------------------------------ | ------------------- | ----------- | ----------- | ------------ | ------------ |
|                                          | Stephan Pilsingergewählt im WK | CSU                 | 72.171      | 34,7        | 60.481       | 28,8         |
|                                          | Seija Knorr-Köning             | SPD                 | 32.990      | 15,9        | 32.280       | 15,3         |
|                                          | Dieter Janecek                 | GRÜNE               | 60.196      | 28,9        | 52.687       | 25,1         |
|                                          | Lukas Köhler                   | FDP                 | 10.324      | 5,0         | 12.529       | 6,0          |
|                                          | -                              | AfD                 | –           | –           | 18.815       | 8,9          |
|                                          | Richard Panzer                 | FREIE WÄHLER        | 6.361       | 3,1         | 2.459        | 1,2          |
|                                          | Nicole Gohlke                  | LINKE               | 12.671      | 6,1         | 18.658       | 8,9          |
|                                          | -                              | dieBasis            | –           | –           | 406          | 0,2          |
|                                          | Fabian Gimmler                 | Tierschutzpartei    | 3.687       | 1,8         | 1.233        | 0,6          |
|                                          | Philipp Drabinski              | Die PARTEI          | 2.248       | 1,1         | 859          | 0,4          |
|                                          | -                              | ÖDP                 | –           | –           | 744          | 0,4          |
|                                          | -                              | BP                  | –           | –           | 161          | 0,1          |
|                                          | Alexandra Lang                 | Volt                | 4.395       | 2,1         | 2.529        | 1,2          |
|                                          | –                              | PdH                 | –           | –           | 171          | 0,1          |
|                                          | Patrick Ziegler                | MLPD                | –           | –           | 45           | 0,0          |
|                                          | Sebastian Köhne                | BÜNDNIS DEUTSCHLAND | 1.671       | 0,8         | 165          | 0,1          |
|                                          | -                              | BSW                 | –           | –           | 6.101        | 2,9          |
|                                          | Leonie Lieb                    | Einzelbewerber a    | 648         | 0,3         | –            | –            |
|                                          | Benjamin Treppe                | Einzelbewerber b    | 654         | 0,3         | –            | –            |
| Gesamt                                   | Gesamt                         | Gesamt              | 208.016     | 100         | 210.323      | 100          |
|                                          |                                |                     |             |             |              |              |
| Ungültige Stimmen                        | Ungültige Stimmen              | Ungültige Stimmen   | 2.754       | 1,3         | 447          | 0,2          |
| Wähler                                   | Wähler                         | Wähler              | 210.770     | 85,5        | 210.770      | 85,5         |
| Wahlberechtigte                          | Wahlberechtigte                | Wahlberechtigte     | 246.546     |             | 246.546      |              |
|                                          |                                |                     |             |             |              |              |
| Quellen: Die Bundeswahlleiterin, Stimmen |                                |                     |             |             |              |              |

Kursive Direktkandidaten kandidieren nicht für die Landesliste, kursive Parteien treten ohne Landesliste an.

### Bundestagswahl 2021
Zur Bundestagswahl 2021 am 26. September wurden 17 Direktkandidaten und 26 Landeslisten zugelassen.
| Kandidaten                               | Kandidaten                                | Parteien/Listen      | Erststimmen | Erststimmen | Zweitstimmen | Zweitstimmen |
| Kandidaten                               | Kandidaten                                | Parteien/Listen      | Stimmen     | %           | Stimmen      | %            |
| ---------------------------------------- | ----------------------------------------- | -------------------- | ----------- | ----------- | ------------ | ------------ |
|                                          | Stephan Pilsingergewählt im WK            | CSU                  | 53.311      | 27,0        | 45.540       | 23,0         |
|                                          | Seija Anne Knorr-Köning                   | SPD                  | 39.182      | 19,9        | 37.513       | 19,0         |
|                                          | Paul Viktor Podolay                       | AfD                  | 7.594       | 3,8         | 8.403        | 4,3          |
|                                          | Lukas Köhler                              | FDP                  | 19.153      | 9,7         | 26.401       | 13,4         |
|                                          | Dieter Janecek                            | GRÜNE                | 53.174      | 26,9        | 54.303       | 27,5         |
|                                          | Nicole Stephanie Gohlke                   | DIE LINKE            | 6.975       | 3,5         | 8.219        | 4,2          |
|                                          | Andreas Stephan Johannes Staufenbiel      | FREIE WÄHLER         | 5.058       | 2,6         | 5.036        | 2,5          |
|                                          | Ben-Said Sharif Samani                    | ÖDP                  | 1.557       | 0,8         | 1.353        | 0,7          |
|                                          | Susanne Christine Wittmann                | Tierschutzpartei     | 3.096       | 1,6         | 1.796        | 0,9          |
|                                          | -                                         | BP                   | –           | –           | 394          | 0,2          |
|                                          | Philipp Johannes Drabinski                | Die PARTEI           | 1.804       | 0,9         | 1.403        | 0,7          |
|                                          | -                                         | PIRATEN              | –           | –           | 614          | 0,3          |
|                                          | –                                         | NPD                  | –           | –           | 46           | 0,0          |
|                                          | Angelika Selbmann                         | V-Partei³            | 365         | 0,2         | 234          | 0,1          |
|                                          | –                                         | Gesundheitsforschung | –           | –           | 158          | 0,1          |
|                                          | -                                         | MLPD                 | –           | –           | 34           | 0,0          |
|                                          | –                                         | DKP                  | –           | –           | 52           | 0,0          |
|                                          | Claudia Gabriele Angelika Elfriede Roedel | dieBasis             | 3.059       | 1,6         | 2.655        | 1,3          |
|                                          | –                                         | Bündnis C            | –           | –           | 83           | 0,0          |
|                                          | –                                         | III. Weg             | –           | –           | 41           | 0,0          |
|                                          | Pia Bärbel Chojnacki                      | du.                  | 391         | 0,2         | 187          | 0,1          |
|                                          | -                                         | LKR                  | –           | –           | 52           | 0,0          |
|                                          | -                                         | Die Humanisten       | –           | –           | 196          | 0,1          |
|                                          | –                                         | Team Todenhöfer      | –           | –           | 1.161        | 0,6          |
|                                          | -                                         | UNABHÄNGIGE          | –           | –           | 180          | 0,1          |
|                                          | Sophie Griesbacher                        | Volt                 | 2.144       | 1,1         | 1.571        | 0,8          |
|                                          | Werner Zuse                               | BüSo                 | 72          | 0,0         | –            | –            |
|                                          | Önder-Vedat Dönmez                        | Einzelbewerber a     | 316         | 0,2         | –            | –            |
|                                          | Oskar Christian Wolfgang Sommerfeldt      | Einzelbewerber b     | 66          | 0,0         | –            | –            |
| Gesamt                                   | Gesamt                                    | Gesamt               | 197.317     | 100         | 197.625      | 100          |
|                                          |                                           |                      |             |             |              |              |
| Ungültige Stimmen                        | Ungültige Stimmen                         | Ungültige Stimmen    | 955         | 0,5         | 647          | 0,3          |
| Wähler                                   | Wähler                                    | Wähler               | 198.272     | 81,8        | 198.272      | 81,8         |
| Wahlberechtigte                          | Wahlberechtigte                           | Wahlberechtigte      | 242.252     |             | 242.252      |              |
|                                          |                                           |                      |             |             |              |              |
| Quellen: Die Bundeswahlleiterin, Stimmen |                                           |                      |             |             |              |              |

Kursive Direktkandidaten kandidieren nicht für die Landesliste, kursive Parteien sind nicht Teil der Landesliste.
Stephan Pilsinger (CSU) gewann mit einem Vorsprung von 137 Erststimmen das Direktmandat und trug zu den Überhangmandaten der CSU bei, die ca. 15 weitere bayrische Abgeordnete mit Ausgleichsmandaten zur Folge hatte. Von den weiteren Wahlkreisbewerbern kamen Dieter Janecek (Die Grünen), Lukas Köhler (FDP) und Nicole Gohlke (Die Linke) über die Landeslisten in den Bundestag.

### Bundestagswahl 2017
Zur Bundestagswahl 2017 am 24. September wurden 11 Direktkandidaten und 21 Landeslisten zugelassen.
| Kandidaten                               | Kandidaten                     | Parteien/Listen      | Erststimmen | Erststimmen | Zweitstimmen | Zweitstimmen |
| Kandidaten                               | Kandidaten                     | Parteien/Listen      | Stimmen     | %           | Stimmen      | %            |
| ---------------------------------------- | ------------------------------ | -------------------- | ----------- | ----------- | ------------ | ------------ |
|                                          | Stephan Pilsingergewählt im WK | CSU                  | 64.014      | 33,3        | 57.322       | 29,8         |
|                                          | Bernhard Goodwin               | SPD                  | 44.283      | 23,1        | 30.617       | 15,9         |
|                                          | Dieter Janecek                 | GRÜNE                | 31.385      | 16,3        | 35.605       | 18,5         |
|                                          | Lukas Köhler                   | FDP                  | 17.369      | 9,0         | 26.356       | 13,7         |
|                                          | Bernhard Zimniok               | AfD                  | 12.852      | 6,7         | 14.895       | 7,7          |
|                                          | Dominik Lehmann                | DIE LINKE            | 13.569      | 7,1         | 16.638       | 8,6          |
|                                          | Ludwig Gebhard                 | FREIE WÄHLER         | 3.450       | 1,8         | 1.956        | 1,0          |
|                                          | –                              | PIRATEN              | –           | –           | 797          | 0,4          |
|                                          | Andreas Klauke                 | ÖDP                  | 3.033       | 1,6         | 1.650        | 0,9          |
|                                          | Norbert Seidl                  | BP                   | 1.690       | 0,9         | 1.073        | 0,6          |
|                                          | –                              | NPD                  | –           | –           | 170          | 0,1          |
|                                          | –                              | Tierschutzpartei     | –           | –           | 1.560        | 0,8          |
|                                          | –                              | MLPD                 | –           | –           | 52           | 0,0          |
|                                          | Werner Zuse                    | Büso                 | 225         | 0,1         | 71           | 0,0          |
|                                          | –                              | BGE                  | –           | –           | 417          | 0,2          |
|                                          | –                              | DiB                  | –           | –           | 728          | 0,4          |
|                                          | –                              | DKP                  | –           | –           | 58           | 0,0          |
|                                          | –                              | DM                   | –           | –           | 266          | 0,1          |
|                                          | –                              | Die PARTEI           | –           | –           | 1.823        | 0,9          |
|                                          | –                              | Gesundheitsforschung | –           | –           | 179          | 0,1          |
|                                          | –                              | V-Partei³            | –           | –           | 388          | 0,2          |
|                                          | Robert Mertel                  | Einzelbewerber a     | 207         | 0,1         | –            | –            |
| Gesamt                                   | Gesamt                         | Gesamt               | 192.077     | 100         | 192.621      | 100          |
|                                          |                                |                      |             |             |              |              |
| Ungültige Stimmen                        | Ungültige Stimmen              | Ungültige Stimmen    | 1.322       | 0,7         | 778          | 0,4          |
| Wähler                                   | Wähler                         | Wähler               | 193.399     | 80,2        | 193.399      | 80,2         |
| Wahlberechtigte                          | Wahlberechtigte                | Wahlberechtigte      | 241.282     |             | 241.282      |              |
|                                          |                                |                      |             |             |              |              |
| Quellen: Die Bundeswahlleiterin, Stimmen |                                |                      |             |             |              |              |

### Bundestagswahl 2013
| Kandidaten                                            | Kandidaten                  | Parteien/Listen     | Erststimmen | Erststimmen | Zweitstimmen | Zweitstimmen |
| Kandidaten                                            | Kandidaten                  | Parteien/Listen     | Stimmen     | %           | Stimmen      | %            |
| ----------------------------------------------------- | --------------------------- | ------------------- | ----------- | ----------- | ------------ | ------------ |
|                                                       | Hans-Peter Uhlgewählt im WK | CSU                 | 73.661      | 42,6        | 64.221       | 37,0         |
|                                                       | Roland Fischer              | SPD                 | 49.419      | 28,6        | 41.108       | 23,7         |
|                                                       | Daniel Volk                 | FDP                 | 6.984       | 4,0         | 12.850       | 7,4          |
|                                                       | Dieter Janecek              | GRÜNE               | 22.743      | 13,1        | 27.068       | 15,6         |
|                                                       | Nicole Fritsche             | DIE LINKE           | 7.135       | 4,1         | 8.312        | 4,8          |
|                                                       | Ronald Heinrich             | PIRATEN             | 4.420       | 2,6         | 4.313        | 2,5          |
|                                                       | Björn-Christopher Balbin    | NPD                 | 996         | 0,6         | 643          | 0,4          |
|                                                       | Mechthild von Walter        | ödp                 | 2.796       | 1,6         | 1.770        | 1,0          |
|                                                       | –                           | REP                 | –           | –           | 272          | 0,2          |
|                                                       | –                           | Bündnis 21/RRP      | –           | –           | 51           | 0,0          |
|                                                       | –                           | BP                  | –           | –           | 1.002        | 0,6          |
|                                                       | –                           | Tierschutzpartei    | –           | –           | 1.219        | 0,7          |
|                                                       | –                           | DIE VIOLETTEN       | –           | –           | 249          | 0,1          |
|                                                       | Werner Zuse                 | BüSo                | 185         | 0,1         | 60           | 0,0          |
|                                                       | –                           | MLPD                | –           | –           | 125          | 0,1          |
|                                                       | –                           | AFD                 | –           | –           | 7.249        | 4,2          |
|                                                       | Stefan Werner               | pro Deutschland     | 735         | 0,4         | 201          | 0,1          |
|                                                       | –                           | DIE FRAUEN          | –           | –           | 291          | 0,2          |
|                                                       | Reinhold Herbert            | FREIE WÄHLER        | 3.713       | 2,1         | 2.387        | 1,4          |
|                                                       | –                           | PARTEI DER VERNUNFT | –           | –           | 142          | 0,1          |
| Gesamt                                                | Gesamt                      | Gesamt              | 173.019     | 100         | 173.533      | 100          |
|                                                       |                             |                     |             |             |              |              |
| Ungültige Stimmen                                     | Ungültige Stimmen           | Ungültige Stimmen   | 1.303       | 0,7         | 789          | 0,5          |
| Wähler                                                | Wähler                      | Wähler              | 174.322     | 72,7        | 174.322      | 72,7         |
| Wahlberechtigte                                       | Wahlberechtigte             | Wahlberechtigte     | 239.700     |             | 239.700      |              |
|                                                       |                             |                     |             |             |              |              |
| Quellen: Die Bundeswahlleiterin, Kandidaten – Stimmen |                             |                     |             |             |              |              |

### Bundestagswahl 2009
| Kandidaten                                            | Kandidaten                  | Parteien/Listen      | Erststimmen | Erststimmen | Zweitstimmen | Zweitstimmen |
| Kandidaten                                            | Kandidaten                  | Parteien/Listen      | Stimmen     | %           | Stimmen      | %            |
| ----------------------------------------------------- | --------------------------- | -------------------- | ----------- | ----------- | ------------ | ------------ |
|                                                       | Hans-Peter Uhlgewählt im WK | CSU                  | 63.075      | 36,8        | 53.814       | 31,3         |
|                                                       | Roland Fischer              | SPD                  | 47.101      | 27,5        | 32.308       | 18,8         |
|                                                       | Daniel Volk                 | FDP                  | 20.442      | 11,9        | 29.355       | 17,1         |
|                                                       | Hermann Brem                | GRÜNE                | 24.967      | 14,6        | 33.340       | 19,4         |
|                                                       | Henning Hintze              | LINKE                | 9.665       | 5,6         | 11.587       | 6,7          |
|                                                       | Patrick Bernstein           | NPD                  | 1.413       | 0,8         | 1.029        | 0,6          |
|                                                       | –                           | REP                  | –           | –           | 498          | 0,3          |
|                                                       | –                           | FAMILIE              | –           | –           | 528          | 0,3          |
|                                                       | –                           | BP                   | –           | –           | 929          | 0,5          |
|                                                       | –                           | PBC                  | –           | –           | 160          | 0,1          |
|                                                       | Werner Zuse                 | BüSo                 | 412         | 0,2         | 140          | 0,1          |
|                                                       | –                           | MLPD                 | –           | –           | 33           | 0,0          |
|                                                       | –                           | CM                   | –           | –           | 117          | 0,1          |
|                                                       | –                           | DVU                  | –           | –           | 69           | 0,0          |
|                                                       | –                           | DIE VIOLETTEN        | –           | –           | 361          | 0,2          |
|                                                       | –                           | Die Tierschutzpartei | –           | –           | 1.120        | 0,7          |
|                                                       | Mechthild von Walter        | ödp                  | 2.623       | 1,5         | 1.550        | 0,9          |
|                                                       | –                           | PIRATEN              | –           | –           | 4.045        | 2,4          |
|                                                       | –                           | RRP                  | –           | –           | 1.069        | 0,6          |
|                                                       | Robert Mertel               | Einzelbewerber a     | 248         | 0,1         | –            | –            |
|                                                       | Thomas Blechschmidt         | Einzelbewerber b     | 979         | 0,6         | –            | –            |
|                                                       | Peter Landauer              | Einzelbewerber       | 652         | 0,4         | –            | –            |
| Gesamt                                                | Gesamt                      | Gesamt               | 171.577     | 100         | 172.052      | 100          |
|                                                       |                             |                      |             |             |              |              |
| Ungültige Stimmen                                     | Ungültige Stimmen           | Ungültige Stimmen    | 1.561       | 0,9         | 1.086        | 0,6          |
| Wähler                                                | Wähler                      | Wähler               | 173.138     | 74,7        | 173.138      | 74,7         |
| Wahlberechtigte                                       | Wahlberechtigte             | Wahlberechtigte      | 231.682     |             | 231.682      |              |
|                                                       |                             |                      |             |             |              |              |
| Quellen: Die Bundeswahlleiterin, Kandidaten – Stimmen |                             |                      |             |             |              |              |

### Bundestagswahl 2005
| Kandidaten                                          | Kandidaten                         | Parteien/Listen   | Erststimmen | Erststimmen | Zweitstimmen | Zweitstimmen |
| Kandidaten                                          | Kandidaten                         | Parteien/Listen   | Stimmen     | %           | Stimmen      | %            |
| --------------------------------------------------- | ---------------------------------- | ----------------- | ----------- | ----------- | ------------ | ------------ |
|                                                     | Hans-Peter Uhlgewählt im WK        | CSU               | 71.321      | 42,7        | 61.266       | 36,6         |
|                                                     | Stephanie Friederike Dorothee Jung | SPD               | 65.603      | 39,3        | 47.653       | 28,5         |
|                                                     | Dieter Gerald Janecek              | GRÜNE             | 13.180      | 7,9         | 27.261       | 16,3         |
|                                                     | Adrian Walter Erich Dunskus        | FDP               | 8.098       | 4,8         | 19.896       | 11,9         |
|                                                     | –                                  | REP               | –           | –           | 719          | 0,4          |
|                                                     | Klaus Schreer                      | Die Linke.        | 4.768       | 2,9         | 6.577        | 3,9          |
|                                                     | Stefan Ludwig Werner               | NPD               | 1.552       | 0,9         | 1.207        | 0,7          |
|                                                     | –                                  | PBC               | –           | –           | 190          | 0,1          |
|                                                     | –                                  | BP                | –           | –           | 591          | 0,4          |
|                                                     | –                                  | DIE FRAUEN        | –           | –           | 306          | 0,2          |
|                                                     | –                                  | GRAUE             | –           | –           | 687          | 0,4          |
|                                                     | Werner Zuse                        | BüSo              | 381         | 0,2         | 181          | 0,1          |
|                                                     | Anton Edmund Wächter               | FAMILIE           | 1.720       | 1,0         | 861          | 0,5          |
|                                                     | –                                  | MLPD              | –           | –           | 64           | 0,0          |
|                                                     | Matthias-Johannes Holl             | HP                | 374         | 0,2         | –            | –            |
| Gesamt                                              | Gesamt                             | Gesamt            | 166.997     | 100         | 167.459      | 100          |
|                                                     |                                    |                   |             |             |              |              |
| Ungültige Stimmen                                   | Ungültige Stimmen                  | Ungültige Stimmen | 1.908       | 1,1         | 1.446        | 0,9          |
| Wähler                                              | Wähler                             | Wähler            | 168.905     | 77,7        | 168.905      | 77,7         |
| Wahlberechtigte                                     | Wahlberechtigte                    | Wahlberechtigte   | 217.460     |             | 217.460      |              |
|                                                     |                                    |                   |             |             |              |              |
| Quellen: Der Bundeswahlleiter, Kandidaten – Stimmen |                                    |                   |             |             |              |              |

### Bundestagswahl 2002
| Kandidaten                                          | Kandidaten                    | Parteien/Listen   | Erststimmen | Erststimmen | Zweitstimmen | Zweitstimmen |
| Kandidaten                                          | Kandidaten                    | Parteien/Listen   | Stimmen     | %           | Stimmen      | %            |
| --------------------------------------------------- | ----------------------------- | ----------------- | ----------- | ----------- | ------------ | ------------ |
|                                                     | Hans-Peter Uhlgewählt im WK   | CSU               | 77.212      | 44,3        | 76.220       | 43,6         |
|                                                     | Stephanie Jung                | SPD               | 71.447      | 41,0        | 51.117       | 29,2         |
|                                                     | Gerald Häfner                 | GRÜNE             | 14.623      | 8,4         | 31.106       | 17,8         |
|                                                     | Jürgen Nauschütt              | FDP               | 7.593       | 4,4         | 10.146       | 5,8          |
|                                                     | –                             | REP               | –           | –           | 613          | 0,4          |
|                                                     | –                             | ödp               | –           | –           | 515          | 0,3          |
|                                                     | Michael Christoph Treitinger  | PDS               | 1.815       | 1,0         | 2.383        | 1,4          |
|                                                     | –                             | BP                | –           | –           | 227          | 0,1          |
|                                                     | –                             | Tierschutz        | –           | –           | 750          | 0,4          |
|                                                     | –                             | GRAUE             | –           | –           | 277          | 0,2          |
|                                                     | –                             | PBC               | –           | –           | 117          | 0,1          |
|                                                     | –                             | NPD               | –           | –           | 293          | 0,2          |
|                                                     | –                             | DIE FRAUEN        | –           | –           | 184          | 0,1          |
|                                                     | –                             | CM                | –           | –           | 98           | 0,1          |
|                                                     | Sabine Hedwig Maria Zuse      | BüSo              | 259         | 0,1         | 76           | 0,0          |
|                                                     | Hans Christoph Erich Scheiner | AUFBRUCH          | 874         | 0,5         | 296          | 0,2          |
|                                                     | –                             | Schill            | –           | –           | 440          | 0,3          |
|                                                     | Max Anton Giesbert            | Einzelbewerber    | 227         | 0,1         | –            | –            |
|                                                     | Gerhard Kufner                | HP                | 163         | 0,1         | –            | –            |
| Gesamt                                              | Gesamt                        | Gesamt            | 174.213     | 100         | 174.858      | 100          |
|                                                     |                               |                   |             |             |              |              |
| Ungültige Stimmen                                   | Ungültige Stimmen             | Ungültige Stimmen | 1.526       | 0,9         | 881          | 0,5          |
| Wähler                                              | Wähler                        | Wähler            | 175.739     | 81,0        | 175.739      | 81,0         |
| Wahlberechtigte                                     | Wahlberechtigte               | Wahlberechtigte   | 216.927     |             | 216.927      |              |
|                                                     |                               |                   |             |             |              |              |
| Quellen: Der Bundeswahlleiter, Kandidaten – Stimmen |                               |                   |             |             |              |              |

### Bundestagswahl 1998
| Kandidaten                                          | Kandidaten                    | Parteien/Listen     | Erststimmen | Erststimmen | Zweitstimmen | Zweitstimmen |
| Kandidaten                                          | Kandidaten                    | Parteien/Listen     | Stimmen     | %           | Stimmen      | %            |
| --------------------------------------------------- | ----------------------------- | ------------------- | ----------- | ----------- | ------------ | ------------ |
|                                                     | Hans-Peter Uhlgewählt im WK   | CSU                 | 59.056      | 47,3        | 50.860       | 40,7         |
|                                                     | Hanna Wolf                    | SPD                 | 49.318      | 39,5        | 43.528       | 34,8         |
|                                                     | Christina Verena Krenzler     | FDP                 | 3.594       | 2,9         | 8.778        | 7,0          |
|                                                     | Gerald Häfner                 | GRÜNE               | 7.365       | 5,9         | 13.398       | 10,7         |
|                                                     | Nikolaus Hans-Dietrich Brauns | PDS                 | 985         | 0,8         | 1.509        | 1,2          |
|                                                     | –                             | APPD                | –           | –           | 157          | 0,1          |
|                                                     | –                             | BP                  | –           | –           | 468          | 0,4          |
|                                                     | Christa Kaiser                | BüSo                | 258         | 0,2         | 62           | 0,0          |
|                                                     | –                             | BFB – Die Offensive | –           | –           | 635          | 0,5          |
|                                                     | –                             | Chance 2000         | –           | –           | 74           | 0,1          |
|                                                     | Johannes Speck                | CM                  | 193         | 0,2         | 86           | 0,1          |
|                                                     | –                             | DVU                 | –           | –           | 1.088        | 0,9          |
|                                                     | –                             | GRAUE               | –           | –           | 338          | 0,3          |
|                                                     | Johann Weinfurtner            | REP                 | 2.742       | 2,2         | 2.262        | 1,8          |
|                                                     | –                             | DIE FRAUEN          | –           | –           | 78           | 0,1          |
|                                                     | –                             | Pro DM              | –           | –           | 331          | 0,3          |
|                                                     | –                             | MLPD                | –           | –           | 8            | 0,0          |
|                                                     | –                             | Tierschutz          | –           | –           | 413          | 0,3          |
|                                                     | –                             | NPD                 | –           | –           | 70           | 0,1          |
|                                                     | –                             | NATURGESETZ         | –           | –           | 101          | 0,1          |
|                                                     | Anton Wächter                 | ödp                 | 1.213       | 1,0         | 674          | 0,5          |
|                                                     | –                             | PBC                 | –           | –           | 76           | 0,1          |
| Gesamt                                              | Gesamt                        | Gesamt              | 124.724     | 100         | 124.994      | 100          |
|                                                     |                               |                     |             |             |              |              |
| Ungültige Stimmen                                   | Ungültige Stimmen             | Ungültige Stimmen   | 831         | 0,7         | 561          | 0,4          |
| Wähler                                              | Wähler                        | Wähler              | 125.555     | 79,0        | 125.555      | 79,0         |
| Wahlberechtigte                                     | Wahlberechtigte               | Wahlberechtigte     | 158.963     |             | 158.963      |              |
|                                                     |                               |                     |             |             |              |              |
| Quellen: Der Bundeswahlleiter, Kandidaten – Stimmen |                               |                     |             |             |              |              |

### Bundestagswahl 1994
| Kandidaten                                                              | Kandidaten                    | Parteien/Listen   | Erststimmen | Erststimmen | Zweitstimmen | Zweitstimmen |
| Kandidaten                                                              | Kandidaten                    | Parteien/Listen   | Stimmen     | %           | Stimmen      | %            |
| ----------------------------------------------------------------------- | ----------------------------- | ----------------- | ----------- | ----------- | ------------ | ------------ |
|                                                                         | Kurt Faltlhausergewählt im WK | CSU               | 61.163      | 49,8        | 54.370       | 44,1         |
|                                                                         | Hanna Wolf                    | SPD               | 42.569      | 34,6        | 38.624       | 31,3         |
|                                                                         | Axel Schmidt                  | FDP               | 4.225       | 3,4         | 10.987       | 8,9          |
|                                                                         | Gerald Häfner                 | GRÜNE             | 9.216       | 7,5         | 11.520       | 9,3          |
|                                                                         | Eduard Schrag                 | PDS               | 851         | 0,7         | 1.278        | 1,0          |
|                                                                         | –                             | BP                | –           | –           | 759          | 0,6          |
|                                                                         | Rene Noack                    | Solidarität       | 354         | 0,3         | 46           | 0,0          |
|                                                                         | –                             | LIGA              | –           | –           | 61           | 0,0          |
|                                                                         | –                             | CM                | –           | –           | 55           | 0,0          |
|                                                                         | –                             | GRAUE             | –           | –           | 487          | 0,4          |
|                                                                         | –                             | NATURGESETZ       | –           | –           | 144          | 0,1          |
|                                                                         | Petra Neumeyer                | REP               | 3.092       | 2,5         | 3.006        | 2,4          |
|                                                                         | –                             | MLPD              | –           | –           | 9            | 0,0          |
|                                                                         | –                             | Tierschutz        | –           | –           | 539          | 0,4          |
|                                                                         | Ingrid Widmann                | ödp               | 1.385       | 1,1         | 1.038        | 0,8          |
|                                                                         | –                             | PBC               | –           | –           | 86           | 0,1          |
|                                                                         | –                             | STATT Partei      | –           | –           | 206          | 0,2          |
| Gesamt                                                                  | Gesamt                        | Gesamt            | 122.855     | 100         | 123.215      | 100          |
|                                                                         |                               |                   |             |             |              |              |
| Ungültige Stimmen                                                       | Ungültige Stimmen             | Ungültige Stimmen | 861         | 0,7         | 501          | 0,4          |
| Wähler                                                                  | Wähler                        | Wähler            | 123.716     | 76,6        | 123.716      | 76,6         |
| Wahlberechtigte                                                         | Wahlberechtigte               | Wahlberechtigte   | 161.587     |             | 161.587      |              |
|                                                                         |                               |                   |             |             |              |              |
| Quellen: Der Bundeswahlleiter, Stimmen – Der Landeswahlleiter, Ergebnis |                               |                   |             |             |              |              |

## Wahlkreissieger seit 1949
| Wahl | Name              | Partei | Erststimmen in % |
| ---- | ----------------- | ------ | ---------------- |
| 2021 | Stephan Pilsinger | CSU    | 27,0             |
| 2017 | Stephan Pilsinger | CSU    | 33,4             |
| 2013 | Hans-Peter Uhl    | CSU    | 42,6             |
| 2009 | Hans-Peter Uhl    | CSU    | 36,8             |
| 2005 | Hans-Peter Uhl    | CSU    | 42,7             |
| 2002 | Hans-Peter Uhl    | CSU    | 44,3             |
| 1998 | Hans-Peter Uhl    | CSU    | 47,3             |
| 1994 | Kurt Faltlhauser  | CSU    | 49,8             |
| 1990 | Kurt Faltlhauser  | CSU    | 44,3             |
| 1987 | Kurt Faltlhauser  | CSU    | 48,7             |
| 1983 | Kurt Faltlhauser  | CSU    | 50,7             |
| 1980 | Kurt Faltlhauser  | CSU    | 47,4             |
| 1976 | Peter Schmidhuber | CSU    | 50,1             |
| 1972 | Manfred Marschall | SPD    | 48,8             |
| 1969 | Erwin Folger      | SPD    | 48,9             |
| 1965 | Erwin Folger      | SPD    | 43,9             |
| 1961 | Anton Besold      | CSU    | 43,1             |
| 1957 | Anton Besold      | CSU    | 47,1             |
| 1953 | Benno Graf        | CSU    | 47,3             |
| 1949 | Otto Graf         | SPD    | 27,1             |

## Wahlkreisgeschichte
| Wahl      | Wahlkreisname          | Gebiet |
| --------- | ---------------------- | --- |
| 1949      | 8 München-West         | Schwanthalerhöhe, Pasing, Obermenzing, Allach, Untermenzing, Laim, Aubing, Lochhausen, Langwied, Nymphenburg, Neuhausen                          |
| 1953–1961 | 203 München-West       | Schwanthalerhöhe, Pasing, Obermenzing, Allach, Untermenzing, Laim, Aubing, Lochhausen, Langwied, Nymphenburg, Neuhausen                          |
| 1965–1976 | 208 München-West       | Schwanthalerhöhe, Pasing, Obermenzing, Allach, Untermenzing, Laim, Aubing, Lochhausen, Langwied, Nymphenburg                                     |
| 1980–1998 | 207 München-West       | Schwanthalerhöhe, Pasing, Obermenzing, Allach, Untermenzing, Laim, Aubing, Lochhausen, Langwied, Nymphenburg                                     |
| 2002–2005 | 222 München-West/Mitte | Schwanthalerhöhe, Pasing-Obermenzing, Allach-Untermenzing, Laim, Aubing-Lochhausen-Langwied, Neuhausen-Nymphenburg, Ludwigsvorstadt-Isarvorstadt |
| 2009–2013 | 221 München-West/Mitte | Schwanthalerhöhe, Pasing-Obermenzing, Allach-Untermenzing, Laim, Aubing-Lochhausen-Langwied, Neuhausen-Nymphenburg, Ludwigsvorstadt-Isarvorstadt |
| 2017–2021 | 220 München-West/Mitte | Schwanthalerhöhe, Pasing-Obermenzing, Allach-Untermenzing, Laim, Aubing-Lochhausen-Langwied, Neuhausen-Nymphenburg, Ludwigsvorstadt-Isarvorstadt |
| 2025–     | 219 München-West/Mitte | Schwanthalerhöhe, Pasing-Obermenzing, Allach-Untermenzing, Laim, Aubing-Lochhausen-Langwied, Neuhausen-Nymphenburg, Ludwigsvorstadt-Isarvorstadt |